# Фенекетлен
Фенекетлен (угор. Feneketlen-tó) — штучне озеро у столиці Угорщини — місті Будапешт.

## Назва
Назва озера у перекладі на українську мову означає Бездонне.

## Історія
Утворене на місці глиняного кар'єру цегельного заводу в кінці ХІХ століття. Остаточно сформоване у 1877 році. У 1980-х роках якість води почала погіршуватись. Тому тут було побудовано циркуляційний пристрій.

## Характеристика
Озеро, ширина якого — 40 метрів, розтягнулося на 200 метрів в довжину. Поруч знаходиться затишний живий парк, де можна прогулятися. Тут залишилося кілька стародавніх пам'ятників, які надають місцевості особливий історичний дух, поруч знаходяться кафе та дитячі майданчики. По озеру плавають качки, які вже давно звикли до відвідувачів, тому вони зовсім не бояться підпливати близько до берега і ласувати частуваннями туристів. Фенекетлен — одне з улюблених місць серед туристів, особливо коли в літню спеку так не вистачає прохолоди. Крім того озеро сьогодні є популярним міським місцем для риболовлі.